# Muddy Waters (album)
Pour les articles homonymes, voir Waters.
Albums de Redman
Dare Iz a Darkside
(1994) Doc's da Name 2000
(1998)
Singles
1. It's Like That (My Big Brother)
Sortie : 10 décembre 1996
2. Whateva Man
Sortie : 28 janvier 1997
3. Pick It Up
Sortie : 13 mai 1997

Muddy Waters est le troisième album studio de Redman, sorti le 10 décembre 1996.
L'album a reçu de très bonnes critiques après les impressions partagées sur son précédent opus, Dare Iz a Darkside.
Le premier single, It's Like That (My Big Brother), ainsi que le deuxième, Whateva Man avec Method Man, se sont classés respectivement 95e et 42e au Billboard Hot 100. L'album, quant à lui, s'est classé 1er au Top R&B/Hip-Hop Albums et 12e au Billboard 200. Le 12 février 1997, l'album a été certifié disque d'or par la RIAA.

## Liste des titres
| No  | Titre | Auteur                                                   | Contient un (des) sample(s) de | Durée |
| --- | --- | -------------------------------------------------------- | --- | ----- |
| 1.  | Intro (Produit par Reggie Noble)                                                                          | Noble                                                    | | 2:17  |
| 2.  | Iz He 4 Real (Produit par Reggie Noble et Erick Sermon)                                                   | Bush, Hendr, McNair, Noble, Powell, Price, Sermon, Yates | Leflaur Leflah Eshkoshka de Heltah Skeltah Section des Roots | 1:36  |
| 3.  | Rock Da Spot (Produit par Erick Sermon et Ty Fyffe)                                                       | Fyffe, Kelly, Martin, Noble, Wallace                     | Unbelievable de The Notorious B.I.G. Woo-Hah!! Got You All in Check de Busta Rhymes Everything Remains Raw de Busta Rhymes | 4:11  |
| 4.  | Welcome (Interlude) (Produit par Erick Sermon)                                                            | Noble, Sermon                                            | | 2:06  |
| 5.  | Case Closed (featuring Rockwilder et Napalm – Produit par Rockwilder)                                     | Noble, Stanton, Stinson                                  | Amazing Grace (Traditionnel) | 2:58  |
| 6.  | Pick It Up (Produit par Erick Sermon)                                                                     | Noble, Sermon                                            | So Ruff, So Tuff de Roger | 4:11  |
| 7.  | Skit (Produit par Reggie Noble)                                                                           | Noble, Sermon                                            | | 0:57  |
| 8.  | Smoke Buddah (Produit par Reggie Noble)                                                                   | James, Noble                                             | Mary Jane de Rick James & the Stone City Band | 2:35  |
| 9.  | Whateva Man (featuring Erick Sermon – Produit par Erick Sermon)                                           | Noble, Sermon                                            | (I Know) I'm Losing You de The Undisputed Truth Ooh La La La de Teena Marie Gin and Juice de Snoop Dogg featuring Daz Dillinger Gangsta Beat 4 Tha Street d'Eazy-E featuring B.G. Knocc Out, Dresta et Menajahtwa                                                                | 3:08  |
| 10. | Chicken Head Convention (Skit) (featuring Nadja Green Parker et Tanisha Green – Produit par Reggie Noble) | Noble                                                    | | 1:17  |
| 11. | On Fire (Produit par Erick Sermon)                                                                        | Noble, Sermon                                            | Love and Happiness d'Al Green It's a Party de Busta Rhymes featuring Zhané Conjunction Junction de Bob Dorough featuring Jack Sheldon et Terri Morel Christmas Rappin' de Kurtis Blow Who Shot Ya? de The Notorious B.I.G. featuring Puff Daddy Relationships de Martin Lawrence | 3:50  |
| 12. | Do What Ya Feel (featuring Method Man – Produit par Pras et Te-Bass)                                      | Michel, Noble, Smith, Wonda                              | | 4:15  |
| 13. | The Stick Up (Skit) (featuring Nadja Green Parker et Tanisha Green – Produit par Reggie Noble)            | Noble                                                    | | 0:55  |
| 14. | Creepin' (Produit par Reggie Noble)                                                                       | Noble                                                    | Shining Symbol du Roy Ayers Ubiquity | 4:00  |
| 15. | It's Like That (My Big Brother) (featuring K-Solo – Produit par Reggie Noble)                             | Khaleel, Madison, Noble, Williams                        | Cold Gettin' Dumb de Just-Ice | 2:55  |
| 16. | Da Bump (Produit par Erick Sermon)                                                                        | Sermon                                                   | In the Mood de Tyrone Davis Bustin' Out (On Funk) de Rick James Funkbox Party du Masterdon Committee Tonight's Da Night de Redman | 4:11  |
| 17. | Skit (Produit par Reggie Noble)                                                                           | Ellis, Hayes, Locke, Noble, Richmond, Sermon             | | 0:59  |
| 18. | Yesh Yesh Y'all (Produit par Erick Sermon)                                                                | Noble, Sermon                                            | I Used to Love H.E.R. de Common Afro Puffs (Extended Remix) de The Lady of Rage featuring Snoop Dogg Niggas and Bitches de Jayo Felony Ain't No Nigga de Jay-Z featuring Foxy Brown Midnite Snack de Digital Underground                                                         | 3:59  |
| 19. | What U Lookin' 4 (Produit par Rockwilder et Reggie Noble)                                                 | Isley, Isley, Isley, Isley, Jasper, Noble, Stinson       | Footsteps in the Dark des Isley Brothers Illegal Search de LL Cool J Big Pimpin' de Tha Dogg Pound featuring Snoop Dogg et Nate Dogg | 4:07  |
| 20. | Soopaman Luva 3 Interview (Skit) (featuring Tanisha Green – Produit par Reggie Noble)                     |                                                          | | 0:55  |
| 21. | Soopaman Luva 3 (Produit par Erick Sermon et Reggie Noble)                                                | Noble                                                    | Smiling Billy Suite Pt. 2 des Heath Brothers Superman Theme de Leon Klatzkin How High de Method Man & Redman Put It in Your Mouth d'Akinyele | 4:12  |
| 22. | Rollin' (Produit par Erick Sermon)                                                                        | Barrier, Griffin, Noble, Sermon                          | (Don't Worry) If There's a Hell Below, We're All Going to Go de Curtis Mayfield Rawhide de Frankie Laine Atomic Dog de George Clinton Microphone Fiend d'Eric B. & Rakim Protect Ya Neck du Wu-Tang Clan                                                                         | 4:09  |
| 23. | Da Ill Out (featuring Jamal et Keith Murray – Produit par Erick Sermon)                                   | Murray, Noble, Phillips, Sermon                          | | 3:36  |